# Шуто
Шуто (комбинација јапанског shūto за учити борбу и енглеског shoot) је у ствари назив једне Вале тудо организације, али се у Јапану разуме за једну самосвојну борилачку вештину. 

## Историја
Шуто-организација је основана 1984 од познатог рвача Сатору Сајама, прозван исто тигровом маском. Од 1986 организују се редовно mixed martial arts-турнири са својим правилима. Разликује се између почетника (аматери), напредника (семи-професионалци) и професионалаца.

## Правила
За разлику од традиционалног вале тудо у шуто се користе нарочито дебеле рукавице. Забрањени су опасни ударци као што са лакатима, ударци у главу и са главом, у очи и гениталије, цепање носа и ушију итд. Иначе су дозвољени сви ударци ногама и коленом, рвање и полуге. Борбе се могу водити у стајању и на поду. Борбе се могу добити, за разлику од многих вале тудо приредба, и по појенима. Многа такмичења се заврше нерешено. Тиме што се употребљавају дебеле рукавице многи борци, посебно они испод 70 kg, се крећу технички на високом нивоу. Крајем 1990их постоје разни женски мма-турнири са правилима шутоа. 

## Шуто у Европи
У Европи шуто је посебно у скандинавским земљама популаран. 

## Шут бокс и шутфајтинг
Из шутоа су настали шутфајтинг (shootfighting) и шут бокс (shoot-box). Док се шутфајтинг разликује од шутоа једино по правилима, шут бокс већ има посебне карактеристике. У шут боксу је дозвољено све као што у шутоу у стајању, ударци, бацања и полуге, али нема борбе на поду. Користе се боксерске рукавице. Тиме шут бокс спада у исту групу као кик бокс и тајландски бокс.